# Tonne équivalent-carcasse

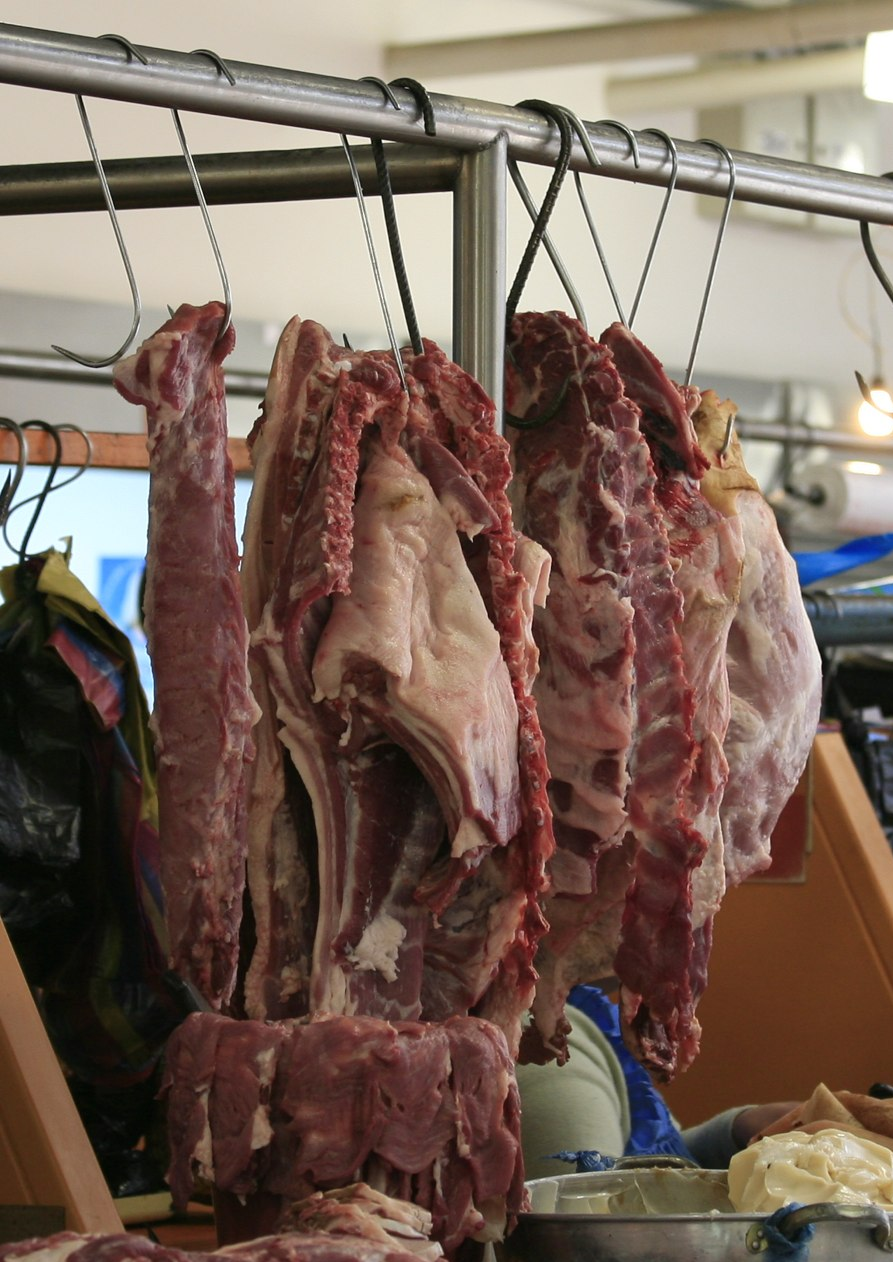
Carcasses.

La tonne équivalent-carcasse (TEC) est une unité de masse employée pour mesurer des quantités industrielles de viandes, notamment dans les statistiques de production vivrière. Elle permet d'agréger des données concernant des animaux vivants et des viandes sous toutes leurs présentations.
Pour connaître la quantité équivalente de viande sous une forme donnée, on y applique un coefficient propre au produit : par définition, 1 pour une carcasse, et généralement 1,3 pour connaître la quantité de viande désossée. Par exemple, 13 tonnes équivalent-carcasse de bœuf équivaut à environ 10 tonnes de viande de bœuf.